# Withrow (Washington)
Withrow az Amerikai Egyesült Államok északnyugati részén, Washington állam Douglas megyéjében elhelyezkedő önkormányzat nélküli település.
Withrow postahivatala 1910 és 1967 között működött. A település névadója J. J. Withrow marhapásztor.

## Fordítás
Ez a szócikk részben vagy egészben  a   Withrow, Washington című angol Wikipédia-szócikk ezen változatának fordításán alapul.  Az eredeti cikk szerkesztőit annak laptörténete sorolja fel. Ez a jelzés csupán a megfogalmazás eredetét és a szerzői jogokat jelzi, nem szolgál a cikkben szereplő információk forrásmegjelöléseként.